# بلييفليا
بلييفليا هي مدينة من مدن الجبل الأسود تقع في بلدية بلييفليا. يبلغ عدد سكانها 19,489 نسمة وذلك حسب إحصائيات سنة 2011. تبلغ مساحتها 1346 كم².

## المناخ
يظهر الجدول التالي التغييرات المناخية على مدار السنة لبلييفليا:
| البيانات المناخية لـبلييفليا                                  | البيانات المناخية لـبلييفليا | البيانات المناخية لـبلييفليا | البيانات المناخية لـبلييفليا | البيانات المناخية لـبلييفليا | البيانات المناخية لـبلييفليا | البيانات المناخية لـبلييفليا | البيانات المناخية لـبلييفليا | البيانات المناخية لـبلييفليا | البيانات المناخية لـبلييفليا | البيانات المناخية لـبلييفليا | البيانات المناخية لـبلييفليا | البيانات المناخية لـبلييفليا | البيانات المناخية لـبلييفليا |
| الشهر                                                         | يناير                        | فبراير                       | مارس                         | أبريل                        | مايو                         | يونيو                        | يوليو                        | أغسطس                        | سبتمبر                       | أكتوبر                       | نوفمبر                       | ديسمبر                       | المعدل السنوي                |
| ------------------------------------------------------------- | ---------------------------- | ---------------------------- | ---------------------------- | ---------------------------- | ---------------------------- | ---------------------------- | ---------------------------- | ---------------------------- | ---------------------------- | ---------------------------- | ---------------------------- | ---------------------------- | ---------------------------- |
| متوسط درجة الحرارة الكبرى °م (°ف)                             | 1.8 (35.2)                   | 5.3 (41.5)                   | 9.7 (49.5)                   | 14.2 (57.6)                  | 19.5 (67.1)                  | 22.5 (72.5)                  | 24.8 (76.6)                  | 25.2 (77.4)                  | 21.7 (71.1)                  | 16.5 (61.7)                  | 9.5 (49.1)                   | 3.0 (37.4)                   | 14.5 (58.1)                  |
| المتوسط اليومي °م (°ف)                                        | −2.8 (27.0)                  | −0.1 (31.8)                  | 3.6 (38.5)                   | 8.0 (46.4)                   | 12.8 (55.0)                  | 15.5 (59.9)                  | 17.4 (63.3)                  | 17.0 (62.6)                  | 13.6 (56.5)                  | 9.0 (48.2)                   | 3.9 (39.0)                   | −1.2 (29.8)                  | 8.1 (46.5)                   |
| متوسط درجة الحرارة الصغرى °م (°ف)                             | −6.9 (19.6)                  | −4.6 (23.7)                  | −1.5 (29.3)                  | 2.2 (36.0)                   | 6.3 (43.3)                   | 9.4 (48.9)                   | 10.6 (51.1)                  | 10.2 (50.4)                  | 7.5 (45.5)                   | 3.5 (38.3)                   | −0.4 (31.3)                  | −4.9 (23.2)                  | 2.6 (36.7)                   |
| الهطول مم (إنش)                                               | 58.3 (2.30)                  | 48.1 (1.89)                  | 48.2 (1.90)                  | 60.7 (2.39)                  | 68.8 (2.71)                  | 91.4 (3.60)                  | 72.8 (2.87)                  | 67.0 (2.64)                  | 69.5 (2.74)                  | 68.5 (2.70)                  | 82.5 (3.25)                  | 66.3 (2.61)                  | 802.1 (31.6)                 |
| متوسط أيام هطول الأمطار (≥ 0.1 mm)                            | 13                           | 12                           | 13                           | 13                           | 13                           | 14                           | 11                           | 10                           | 10                           | 9                            | 12                           | 13                           | 143                          |
| متوسط الرطوبة النسبية (%)                                     | 83                           | 78                           | 73                           | 70                           | 71                           | 74                           | 72                           | 72                           | 76                           | 78                           | 81                           | 85                           | 76                           |
| ساعات سطوع الشمس الشهرية                                      | 50.8                         | 79.0                         | 125.8                        | 146.6                        | 174.2                        | 179.7                        | 236.3                        | 224.0                        | 171.4                        | 132.2                        | 72.6                         | 35.7                         | 1٬628٫3                      |
| المصدر: Hydrological and Meteorological Service of Montenegro |                              |                              |                              |                              |                              |                              |                              |                              |                              |                              |                              |                              |                              |

## معرض صور

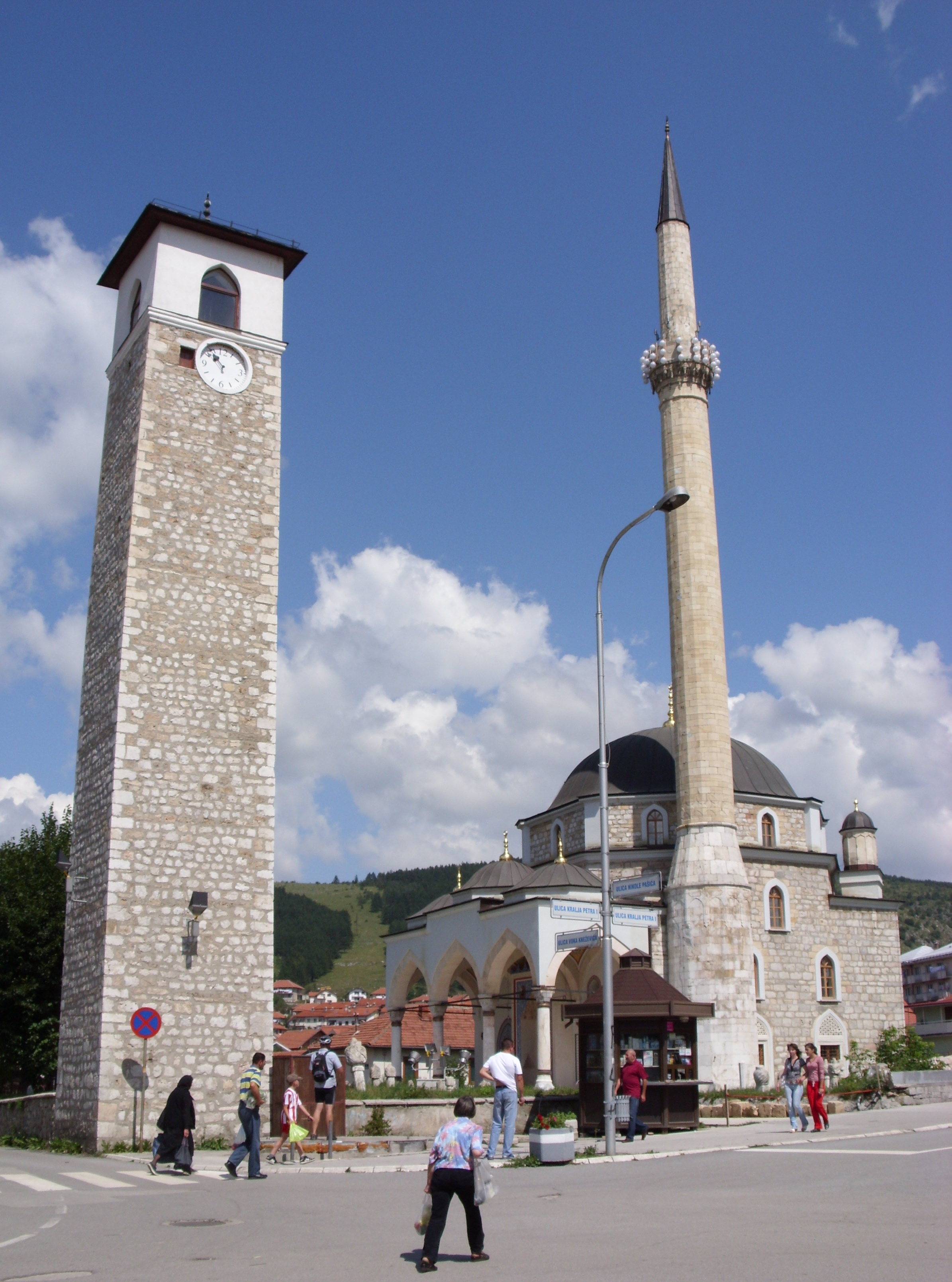
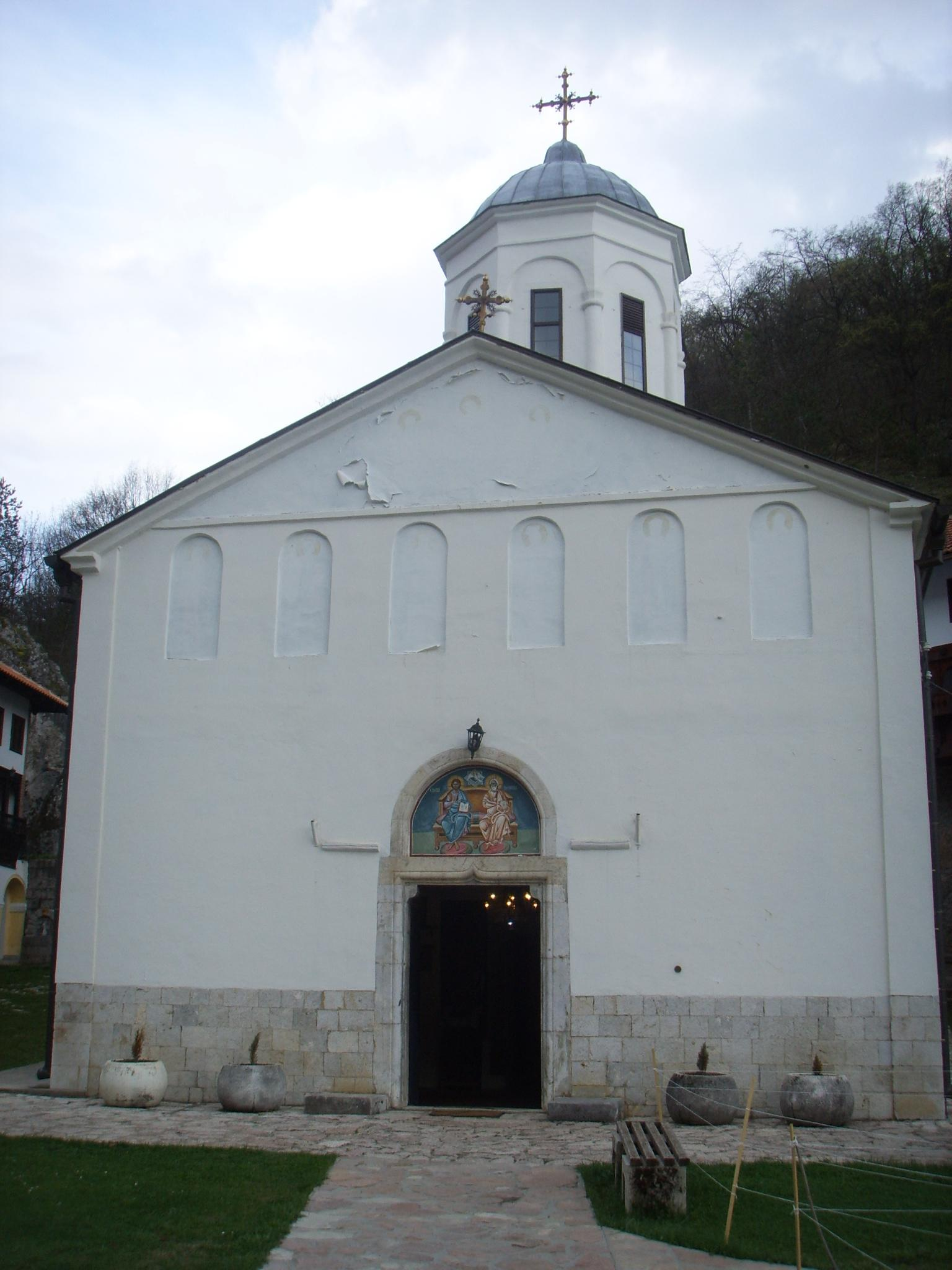
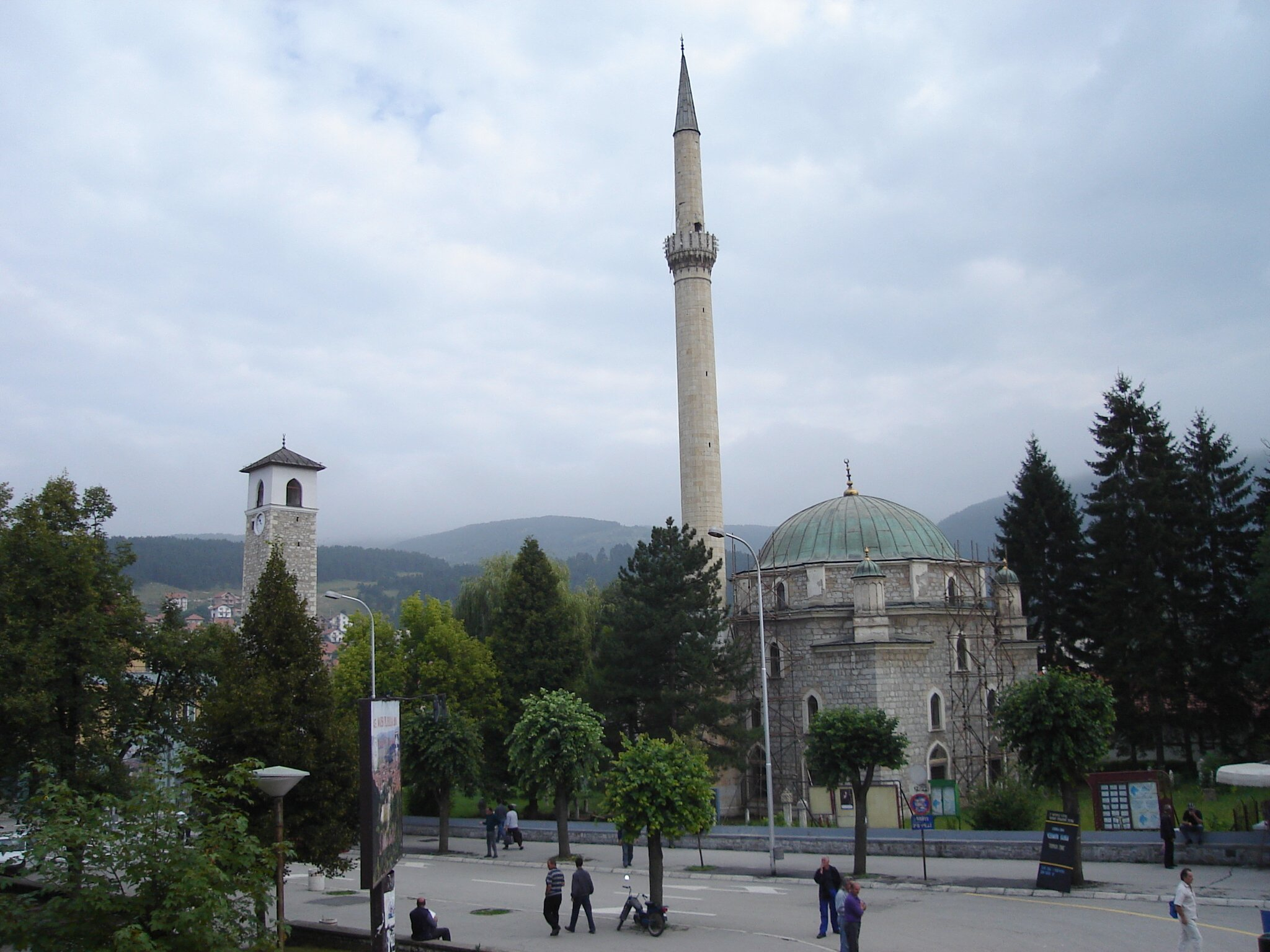
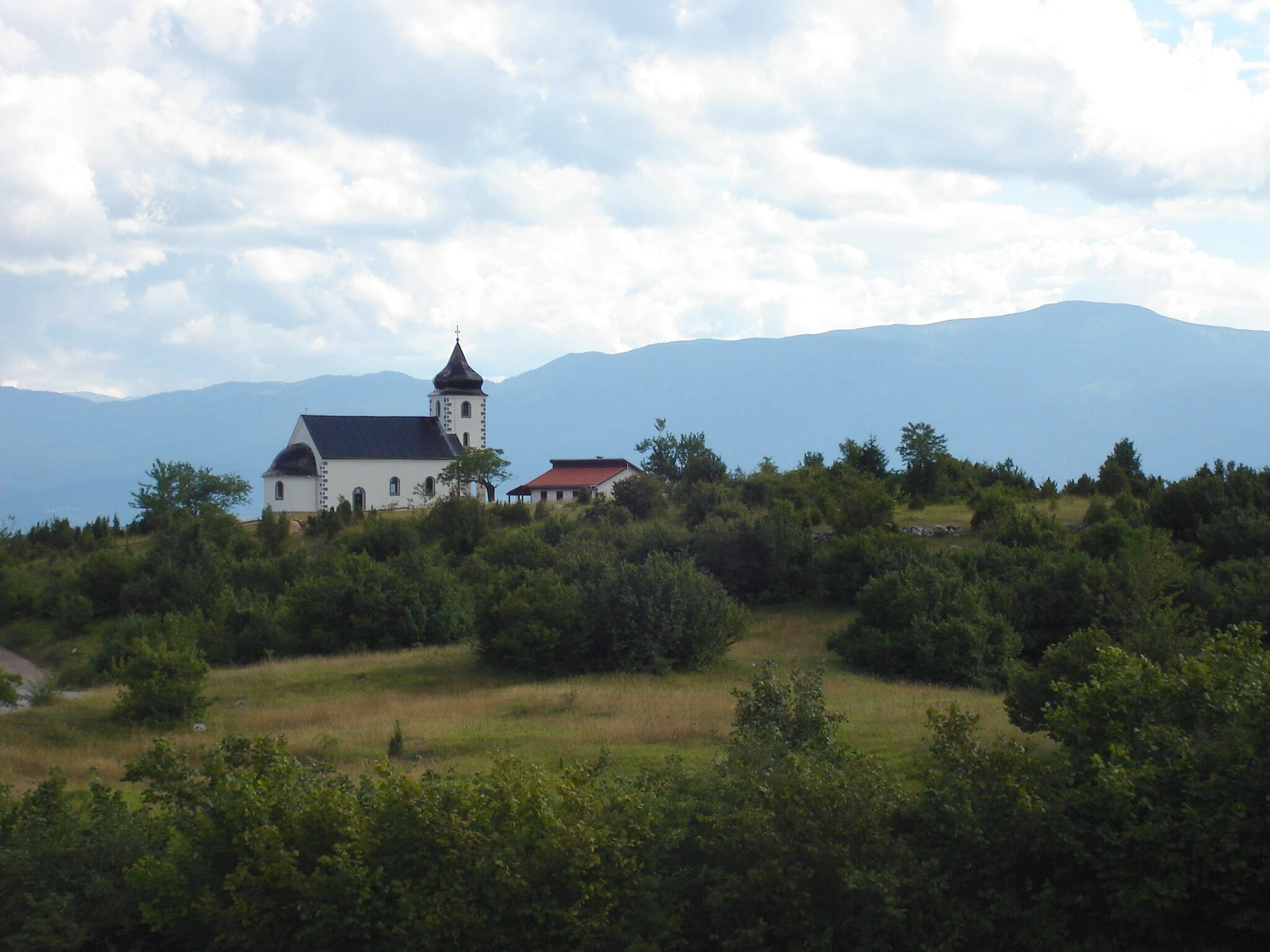
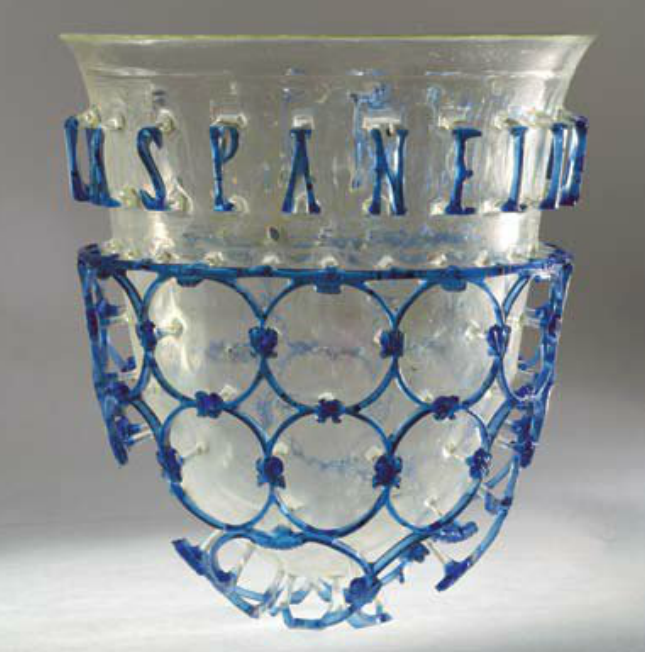

## أعلام
- إيفان فاتيتش
- سلافكو فرانش
- جاركو باسبالي
- بيتار ديسبوتوفيتش
- نيمانيا جربوفيتش

## روابط خارجية
- http://www.pljevlja.me/